# Ulrich Schlüer
Ulrich Schlüer est un homme politique suisse, le 17 octobre 1944.

## Biographie
Secrétaire de James Schwarzenbach, il fonde en 1979 le journal Schweizerzeit dont il est le rédacteur en chef. 
Il est élu au Conseil national de 1995 à 2007. En 2003, il interroge le Conseil fédéral sur la participation éventuelle de Pascal Couchepin à la conférence du Groupe Bilderberg à Versailles. Non réélu en 2007, il récupère son poste de conseiller national en 2008 après l'élection d'Ueli Maurer au Conseil fédéral. Lors des élections fédérales d'octobre 2011, il subit un deuxième et net échec électoral et n'est pas réélu au Conseil national.
Membre et ancien secrétaire général du comité d'Egerkingen, il fait partie des initiants de l'initiative populaire « Contre la construction de minarets ».